# Passerelle des Capucins
 (mars 2015).
Si vous disposez d'ouvrages ou d'articles de référence ou si vous connaissez des sites web de qualité traitant du thème abordé ici, merci de compléter l'article en donnant les références utiles à sa vérifiabilité et en les liant à la section « Notes et références ».
La passerelle des Capucins, autrement dit « Le Petit Pont », est une passerelle piétonne métallique à platelage en bois, située à Audierne dans le Finistère. Achevée en 1894 sur les plans de l'ingénieur des Ponts et Chaussées, Monsieur Havé, elle prend place au droit de l'anse des Capucins. D'une longueur de 122 mètres, elle longe la plage des Capucins, dite « Petite Plage d'Audierne », permettant la jonction entre le musoir du vieux môle et le chemin de halage, et menant au môle du Raoulic et à son phare.

## Histoire
Cet ouvrage constitue l'ultime maillon des travaux d'améliorations du port d'Audierne au XIXe siècle. Cependant la réalisation d'une passerelle n'était pas prévue dans le projet initial de 1854 du chemin de halage. Ce chemin de pierre devait alors s'étendre du môle du Raoulic jusqu'à l'origine des quais, l'objectif étant de faciliter les mouvements de sortie des bateaux notamment lors des vents de sud et sud-ouest. Il fut approuvé par décision ministérielle du 15 avril 1856 et les travaux débutèrent en 1859.
En 1869, les travaux s'arrêtèrent tandis qu'il restait à construire la partie actuellement occupée par la passerelle. Alertés par les marins, les ingénieurs des Ponts-et-Chaussées s'aperçurent que la construction du chemin de halage amplifiait l'effet de ressac jusqu'au port. La rive et ses chambres d'épanouissement naturelles où les lames venaient s'amortir avait laissé la place à un mur coudé de plus de 700 mètres de longueur.
L'achèvement du projet initial fut remis en cause, car dès lors il fallait conserver la dernière chambre d'épanouissement naturelles de ce côté du Goyen, pour que la houle puisse venir se briser sur la grève des Capucins. Les ingénieurs, sous l'insistance unanime des marins locaux, échafaudèrent alors un projet d'estacade et une décision ministérielle leur demanda de concevoir un projet similaire pour le bassin du môle du Raoulic. Mais la guerre de 1870 surviendra et vingt années passeront.
En 1890, le projet des Capucins repartira et l'ingénieur des Ponts-et-Chaussées, Monsieur Havé, travaillera sur trois études de 1869-1870 de passerelles en bois ayant l'avantage de ne pas encombrer la grève des Capucins. Le problème des tarets pousse l'ingénieur à réorienter l'étude vers un projet de passerelle métallique sur pieux à vis et à platelage en bois de 90 mètres, prolongé par 92 mètres de chemin de pierre joignant le musoir du vieux môle.
Le 21 août 1890, la commission nautique de Poulgoazec, Plouhinec et Audierne, présidée par le Commissaire de l'Inscription Maritime d'Audierne se réunit sur site pour se concerter sur ce nouveau projet. Estimant que la diminution de l'ouverture de l'anse constituerait un inconvénient sérieux pour les mouvements de ressac dans le chenal, la commission, décide de porter de 90 à 122 mètres la longueur de la passerelle soit du musoir au bout du chemin de hallage et d'ajouter des rampes en fer par sécurité. Le projet de passerelle du bassin du môle, quant à lui, ne sera jamais réalisé.

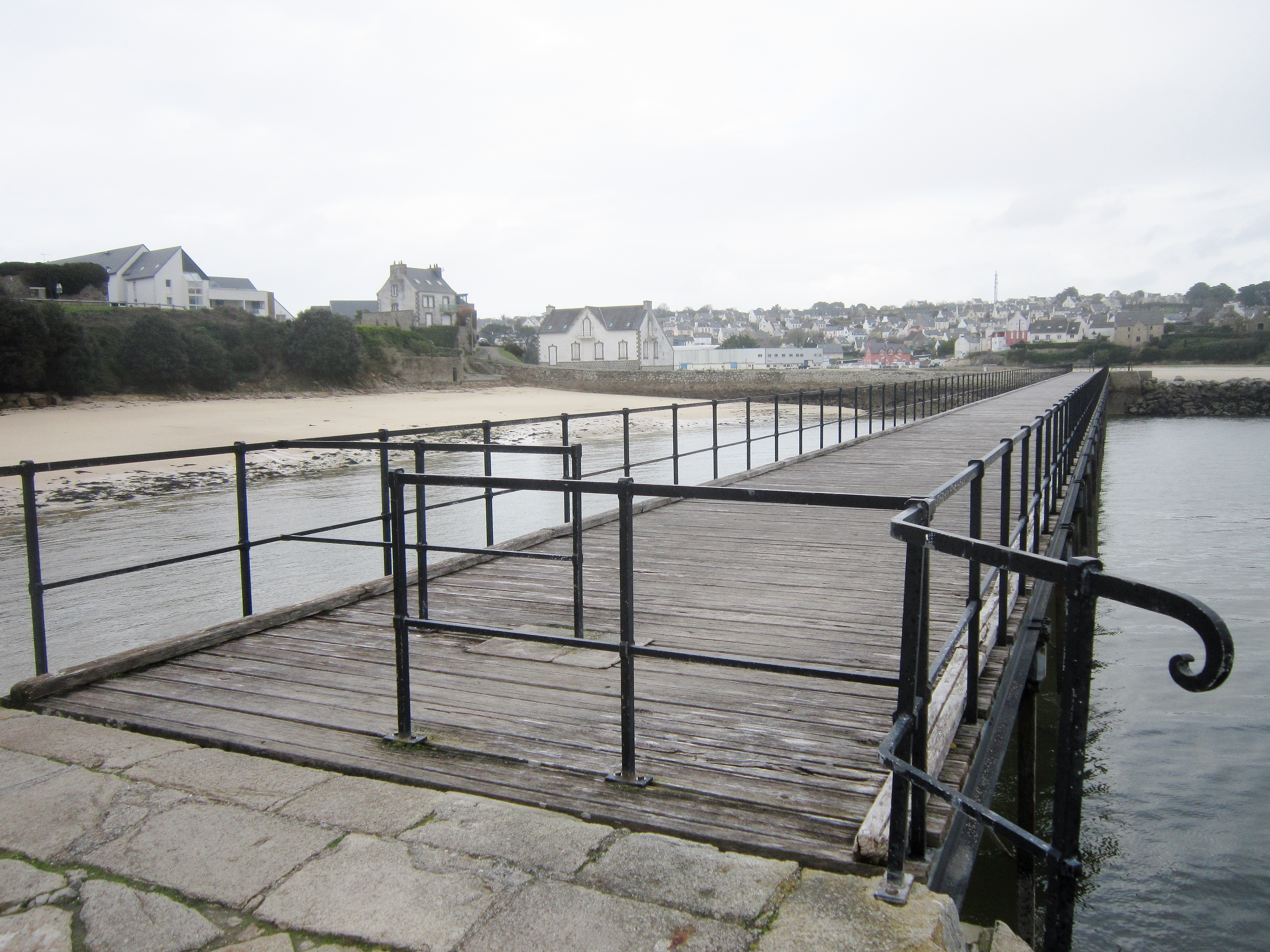
La passerelle des Capucins.

Le 4 juillet 1893, le procès-verbal d'adjudication attribuera l'exécution des travaux à monsieur Charles Faga de Lorient. En une année, malgré le mauvais temps et des problèmes de vissage des pieux, l'entreprise mènera les travaux à leur terme. Le 24 juillet 1894 marquera la mise en service de la passerelle.
En 1960, la passerelle refera parler d'elle par l'intermédiaire des Ponts-et-Chaussées, jugeant l'ouvrage en très mauvais état, d'une utilité portuaire dépassée, et envisageant d'y interdire la circulation. Toutefois c'est en proposant d'incorporer la passerelle au domaine public communal, que la ville d'Audierne se chargera à partir de 1961 de l'entretien de l'ouvrage, lequel s’avérera coûteux : la passerelle survivra mais continuera lentement à se dégrader.
Dans les années 1990, l'alarmante situation de la passerelle poussera la municipalité à entreprendre la réfection complète de la passerelle des Capucins, estimée pour près de 3 millions de francs, lui permettant de retrouver une seconde jeunesse pour cet élément incontournable du patrimoine artistique et touristique d'Audierne.

## Galerie

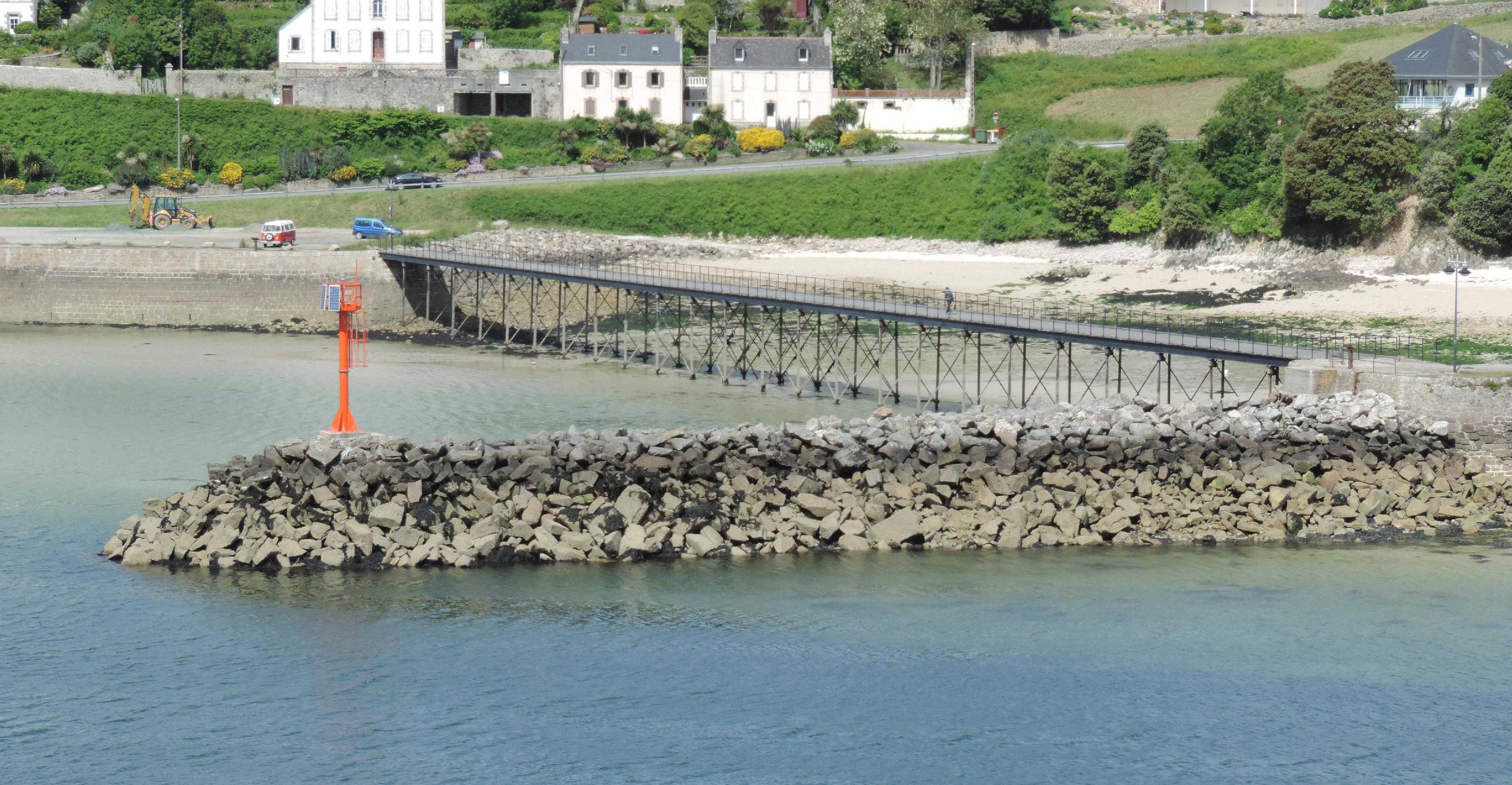
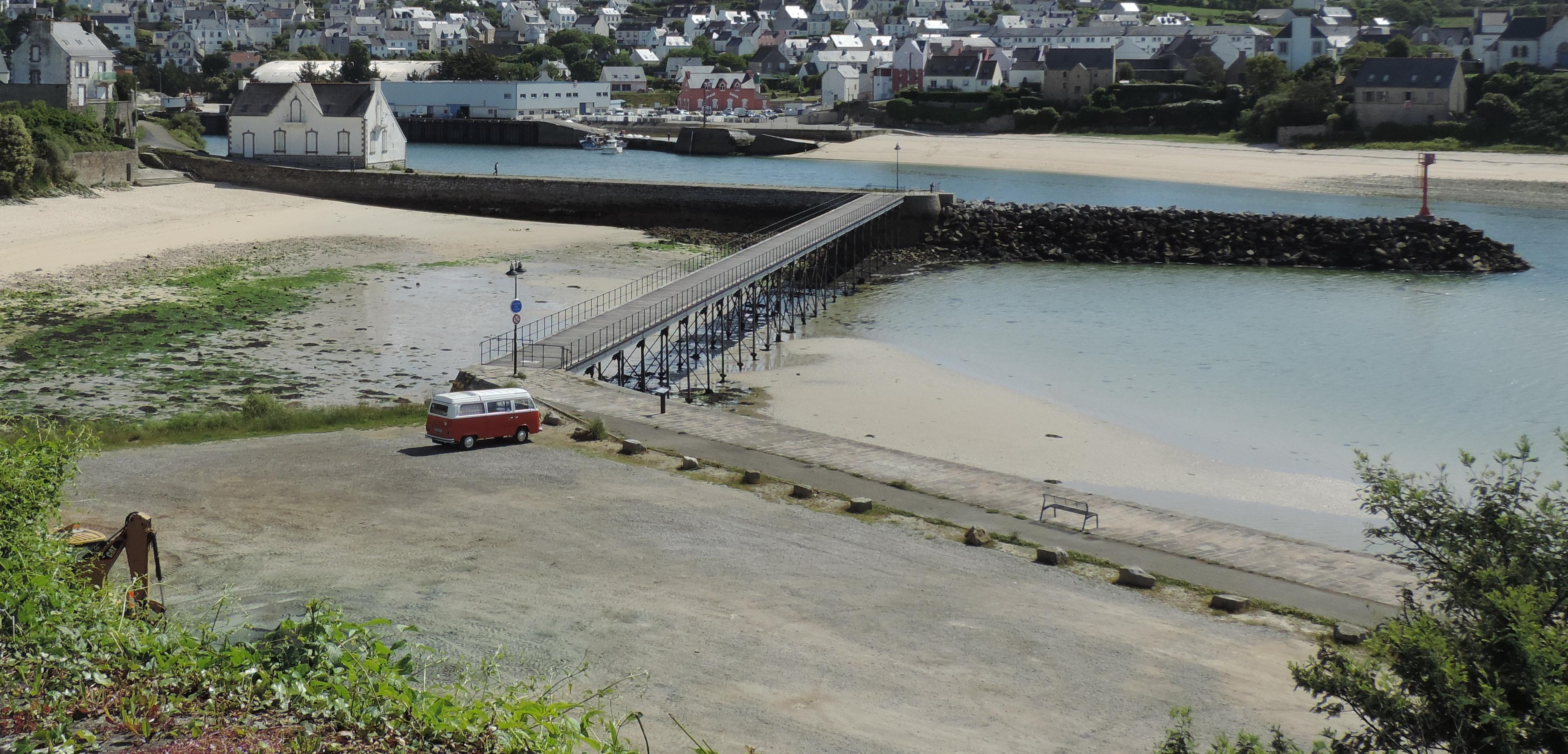
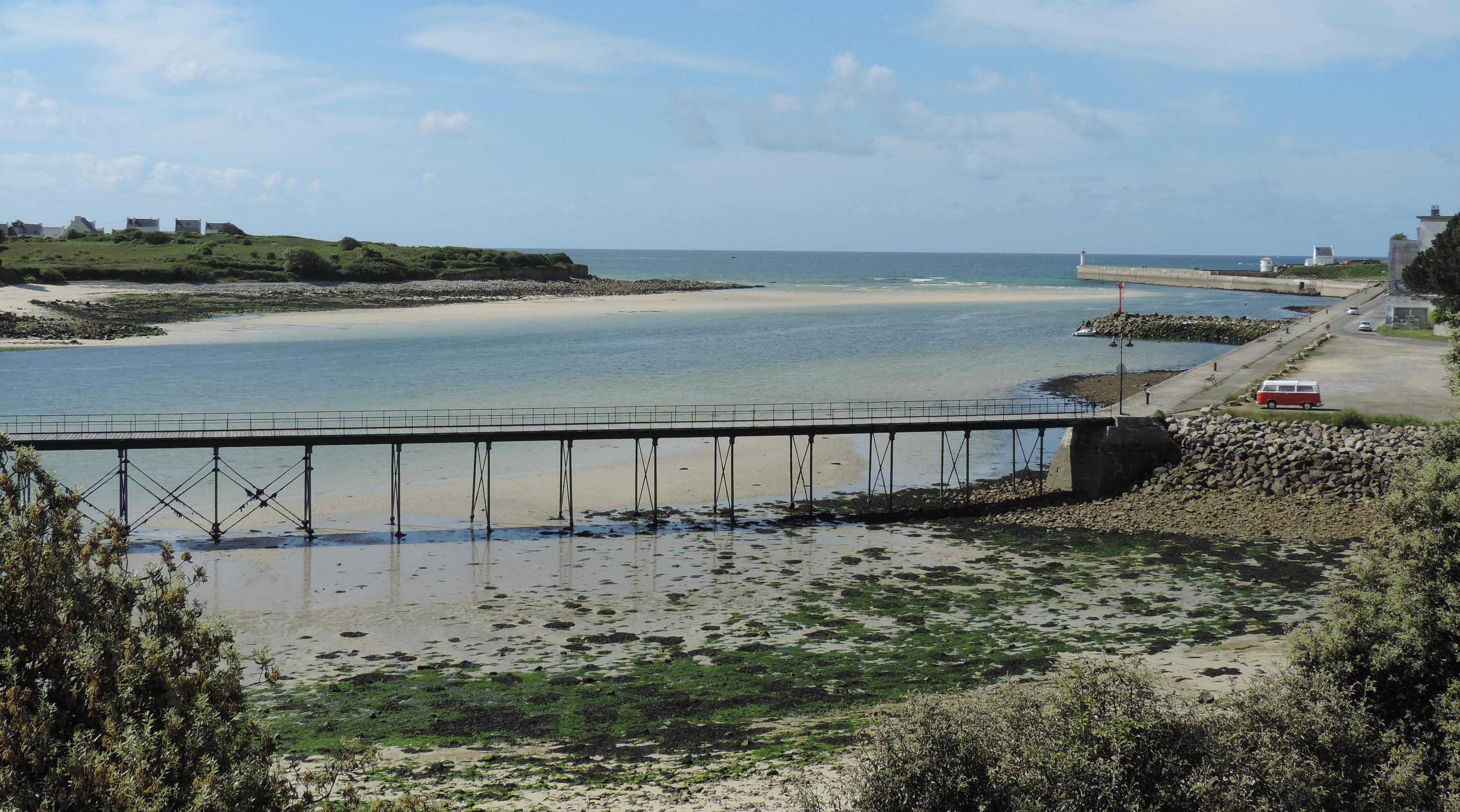
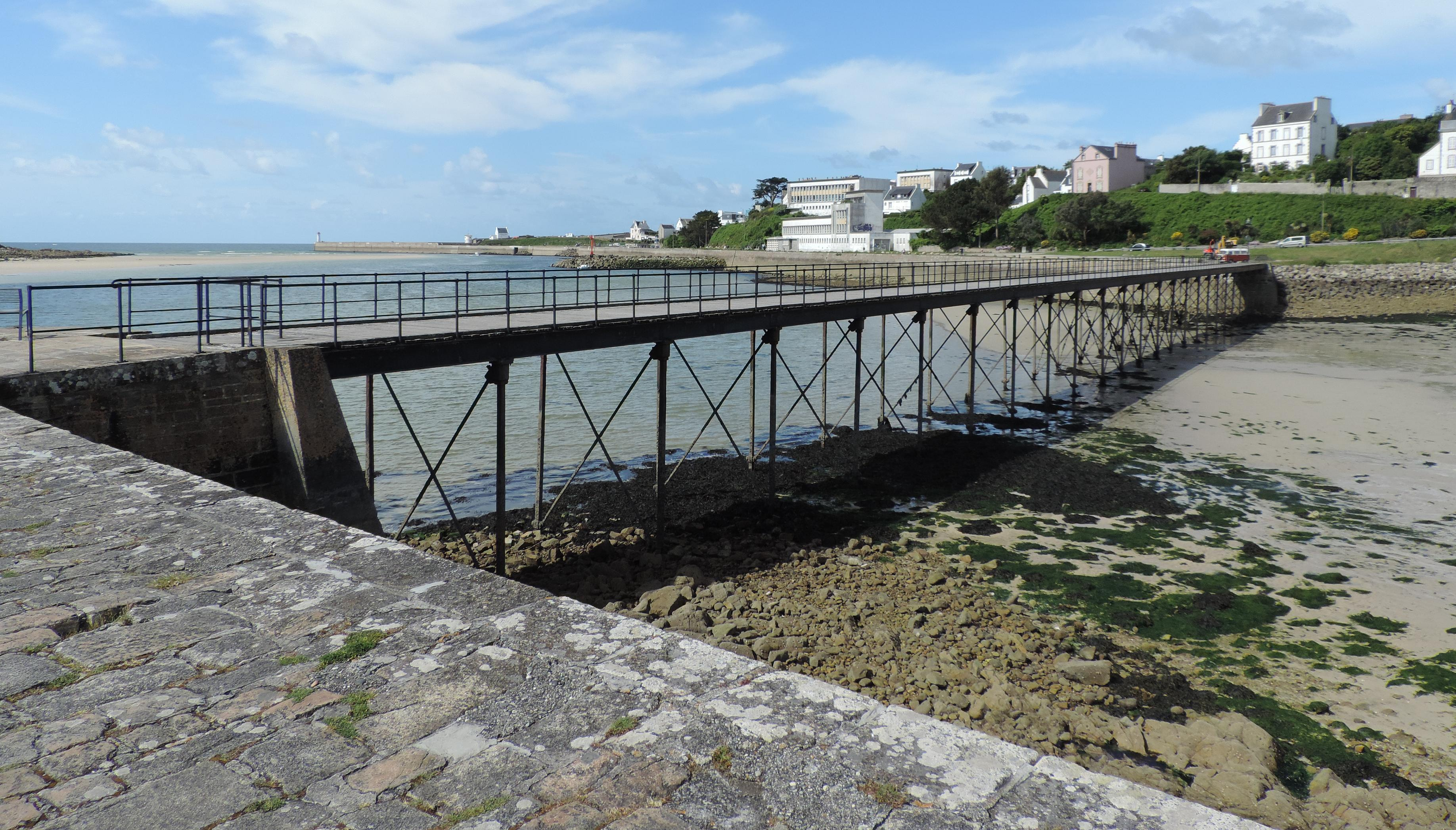
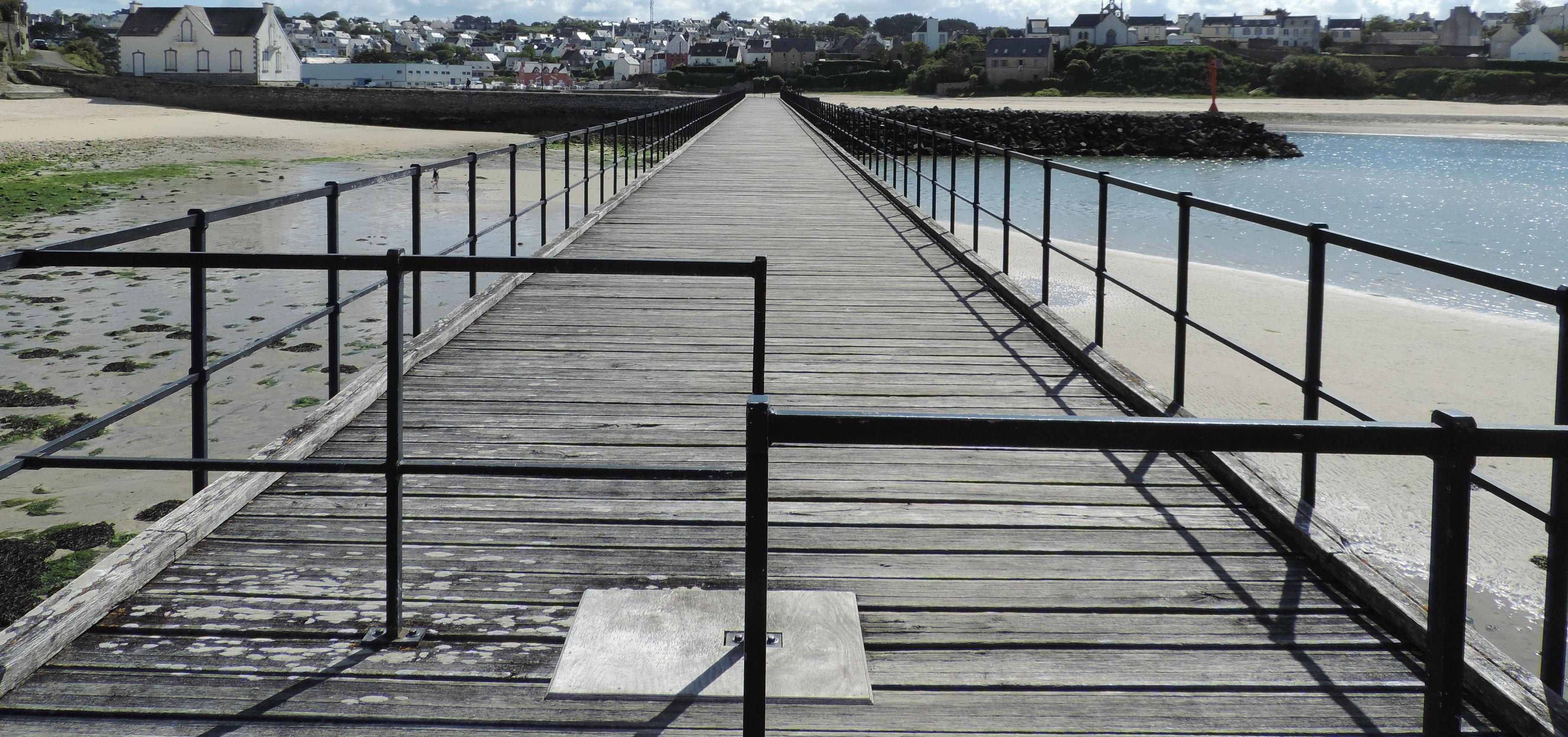